# アスリエ
アスリエ（英文表記:ATHLIE）は、株式会社文教センター（ぶんきょうセンター）が運営する日本のスポーツクラブ。

## 概要
首都圏を中心に店舗を展開している。運動施設とリラクゼーション施設（主に水回り）の双方に注力するコンセプトを採る。
アスリエとは、英語の「ATHletic」「LIfe」「Enjoyment」各語の最初の部分を合成して作られた造語である。店舗名には、スポーツスパアスリエという名称を用いる。

## 沿革
- 1969年 - 文教大学学園が、スイミングスクールを創業
- 1976年 - 株式会社文教センター設立、スイミングスクール事業を移管
- 1980年 - アスリエ スポーツスクール（都立大店）開店
- 1987年 - 鷺沼店開店
- 1991年 - 旗の台店開店
- 1995年 - 所沢店開店
- 1998年 - 相模原店開店
- 2002年 - 与野店開店、鶴瀬店開店
- 2003年 - 生田店開店
- 2004年 - 熊谷店開店
- 2005年 - 大倉山店開店、一之江店開店
- 2008年 - 鴻巣店開店、都立大店閉店
- 2009年 - あざみ野店開店（ワウディーあざみ野店を継承）
- 2021年 - 相模原店閉店[1]
- 2022年 - あざみ野店閉店

## 店舗
- スポーツスパ アスリエ旗の台店
- スポーツスパ アスリエ一之江店
- スポーツスパ アスリエ鷺沼店
- スポーツスパ アスリエ生田店
- スポーツスパ アスリエ大倉山店
- スポーツスパ アスリエ所沢店（コンセールタワー所沢内）
- スポーツスパ アスリエ与野店
- スポーツスパ アスリエ鶴瀬店
- スポーツスパ アスリエ熊谷店（ティアラ21内）
- スポーツスパ アスリエ鴻巣店（エルミこうのす内）

過去に営業していた店舗
- アスリエ スポーツスクール都立大店（2008年3月に閉店）
- スポーツスパ アスリエ相模原店（2021年8月に閉店）
- スポーツスパ アスリエあざみ野店（2022年2月28日閉店）